# 旧菊泉本店别邸

旧菊泉本店别邸

旧菊泉本店别邸，位于日本函馆市末广町，并在西元1882年（明治15年）创立的酒商别邸。建筑物本身于1921年（大正10年）建筑完成，是一个单层独栋的建筑。后于1990年（平成2年）被指定为函馆市的重要传统建筑物，随后经过一番内部的装修之后，现在以茶房的方式营业中。

## 概要
旧菊泉本店别邸立地于函馆市观光区的西部地区・元町区中，在从旧函馆区公会堂往八幡坂的观光散步路线中，别邸几乎就位于路线的正中间。
在2016年至2017年放送的动画 Love Live! Sunshine!! 中，此建筑物作为剧中登场的学园偶像团体 Saint Snow 的鹿角姊妹家中经营的甜品店的原形。因此吸引了很多动画粉丝前往朝圣。

## 历程

### 创立
第一代创始人花井弥吾平，原本在大阪府堺市中的酿造日本铭酒「菊泉」的「大冢本家」工作，为了扩张销路，他于1882年（明治15年）11月5日，出发前往北海道，同年的12月7号，在当时的函馆市大町29番地使用菊泉堂的名号开业。 
而后店铺开始渐渐步入正轨，弥吾平把弟弟幸吉也叫来一起经营酒商，此店之后幸吉以第二代的弥吾平为志继续扩张商业版图，并继承了“菊泉堂”。但人算不如天算，幸吉在他哥过世不久后的1893年（明治26年）过世，年仅27岁便匆匆离世。由于当时他儿子还只有5岁而已，所以之后的经营便委托给大冢本家的林丰三郎代为经营。

### 繁荣
在林丰三郎接下了这家店之后，1896年（明治29年）11月时，林丰三郎在函馆市末广町104番地开始把店名改为「菊泉林丰三郎商店（菊泉本店）」 并开始经营。
贩卖的商品有与商号同名的“菊泉”，以及以“菊泉”为首的「菊正宗、金露」等各种日本名酒、另外还有洋酒、酱油、味增等类的商品。1907年（明治40年）6月时搬迁了店面。随后钏路支店、小樽支店也陆续开张、甚至扩张销路版图至桦太岛地区（库页岛）。

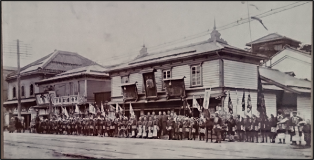
菊泉本店。现在于函馆市末广町19号正在营业。

### 合名会社的建立
花井信光继承了父亲第二代弥吾平的名号。作为第三代弥吾平在1918年（大正7年）设立了「林合名会社」，亲自担任代表并着手花井家的经营事务。

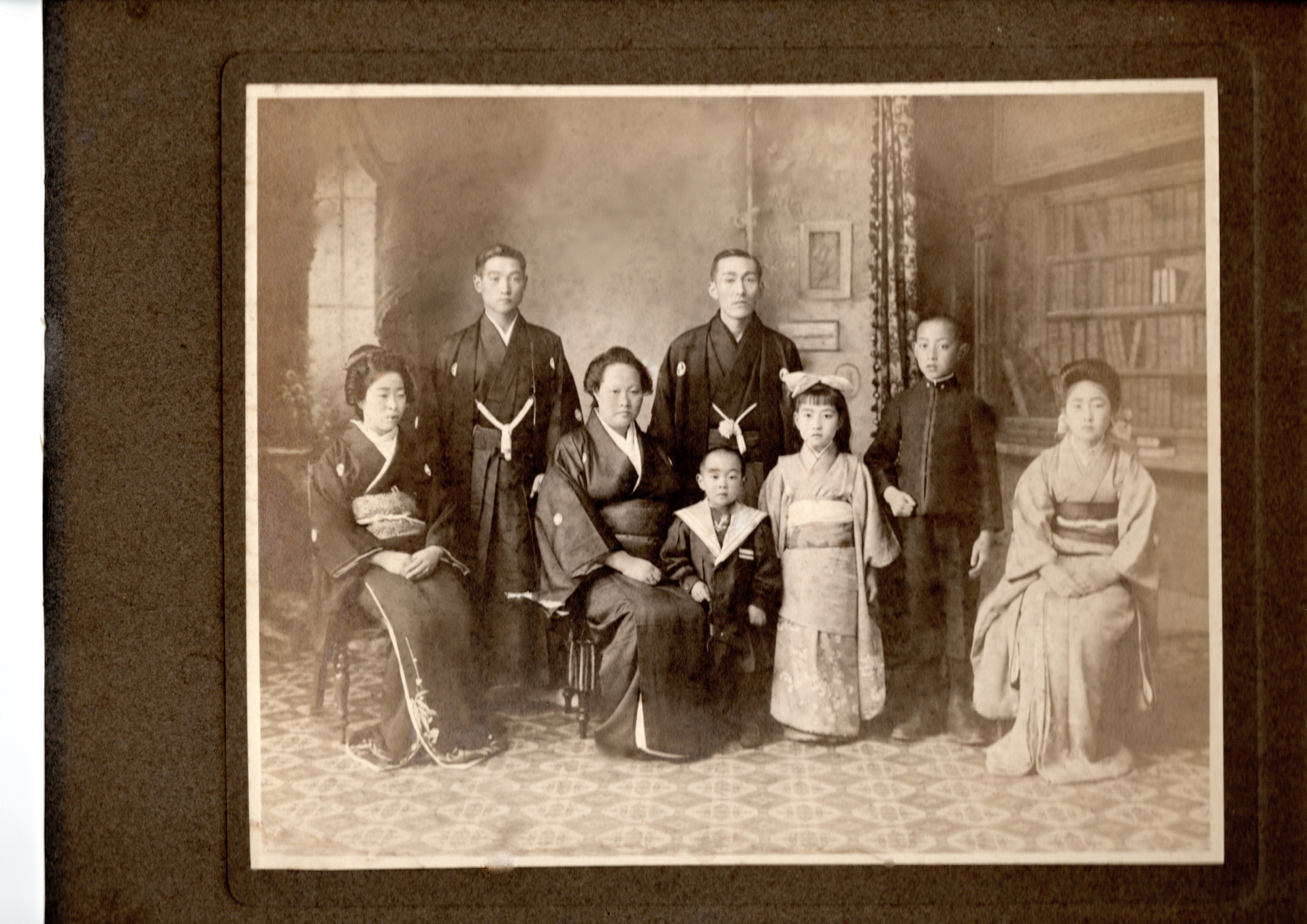
1911年（明治44年）当时。在这张照片7年后设立了林合名会社，站在左后方的是第三代弥吾平，中后方的是林丰三郎（于1911年5月18日摄影）

### 歇业
因1937年（昭和12年）爆发的中国抗日战争，粮食供给方面陷入了极大的困难，原本要用来造酒的米也被限制使用，导致能生产的酒年年减少，菊泉本店能摆出来卖的酒品品种也跟着年年减少，终至1944年（昭和19年）时歇业。

### 复原
第二次世界大战后，别邸原本是花井家的住宅，随着在1990年（平成2年）函馆市将其指定为重要传统建筑物，借着这个机会，花井家为了能吸引未来观光客入内参观，对建筑也进行了复原整修工作。
位于建筑物中廊右下侧的和室，保留了当时别邸的和风特色，为了能更有和风气息，他们在其中设置了日本传统样式的围炉。
中廊左侧的书房被改修成西洋式的房间以及服务台，能感受到东西洋风合并的大正浪漫风情，另外，旧菊泉本店的立体看板的复原也保留了当时的风味，让人能感受到当时的氛围。

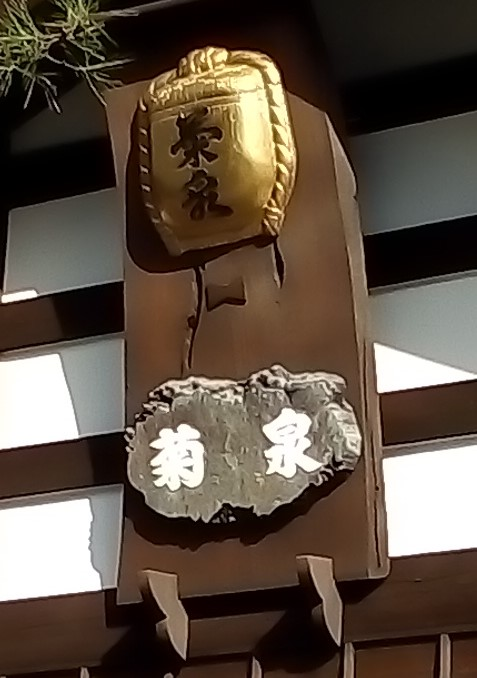
被复原的立体看板

## 旧菊泉本店别邸
概要
于1921年（大正10年）建造的建筑物，建筑本身使用的是作为住家很少使用的「中廊下型」的设计，可以从入口直通到建筑物的尾端。原本的别邸位于旧函馆区公会堂附近的原町13番地，不过在1921年因为函馆大火不幸被烧毁，同年10月现在的建筑重建于14番地上。
特征
建筑物顶部为悬山顶的构造，外墙的中下段部分采用了传统日本建筑的木板式建筑（簓子下見板張り ささらこじたみいたばり）的工法，增添了视觉上的层次感。 另外在横竖分明的木板式建筑的上方配置了横长式的飘窗，在玄关的侧墙及外墙使用的是日本传统式的漆喰（しっくい）上漆法。  建筑物的侧面则是使用日本传统的木板式建筑（南京下見板張り なんきんしたみいたばり）的工法，此外，此建筑物在日本传统建筑中，十分罕见地将短边墙（妻側 つまがわ）作为入口，因此更加凸显出此建筑物的珍贵价值。

## 茶房菊泉
1999年（平成11年）开始营业的菊房菊泉，当时作为资料馆兼休息区开始营业，从2020年开始以茶房的形式营业至今。
在茶房除了提供豆腐白玉做的甜品，另外还有北海道乡土料理鲸鱼炖汤及一些简单的轻食。2021年12月开始，不仅可以在店内用餐，在动画 Love Live! Sunshine!! 中登场的鲸鱼炖汤也提供外带服务，还开始了地方外卖。
当初以酒商为经营形态的花井家，现在作为商号「菊泉」以及建筑物所有者，将此建筑物租给现在在函馆经营饮食店的人进行营运。

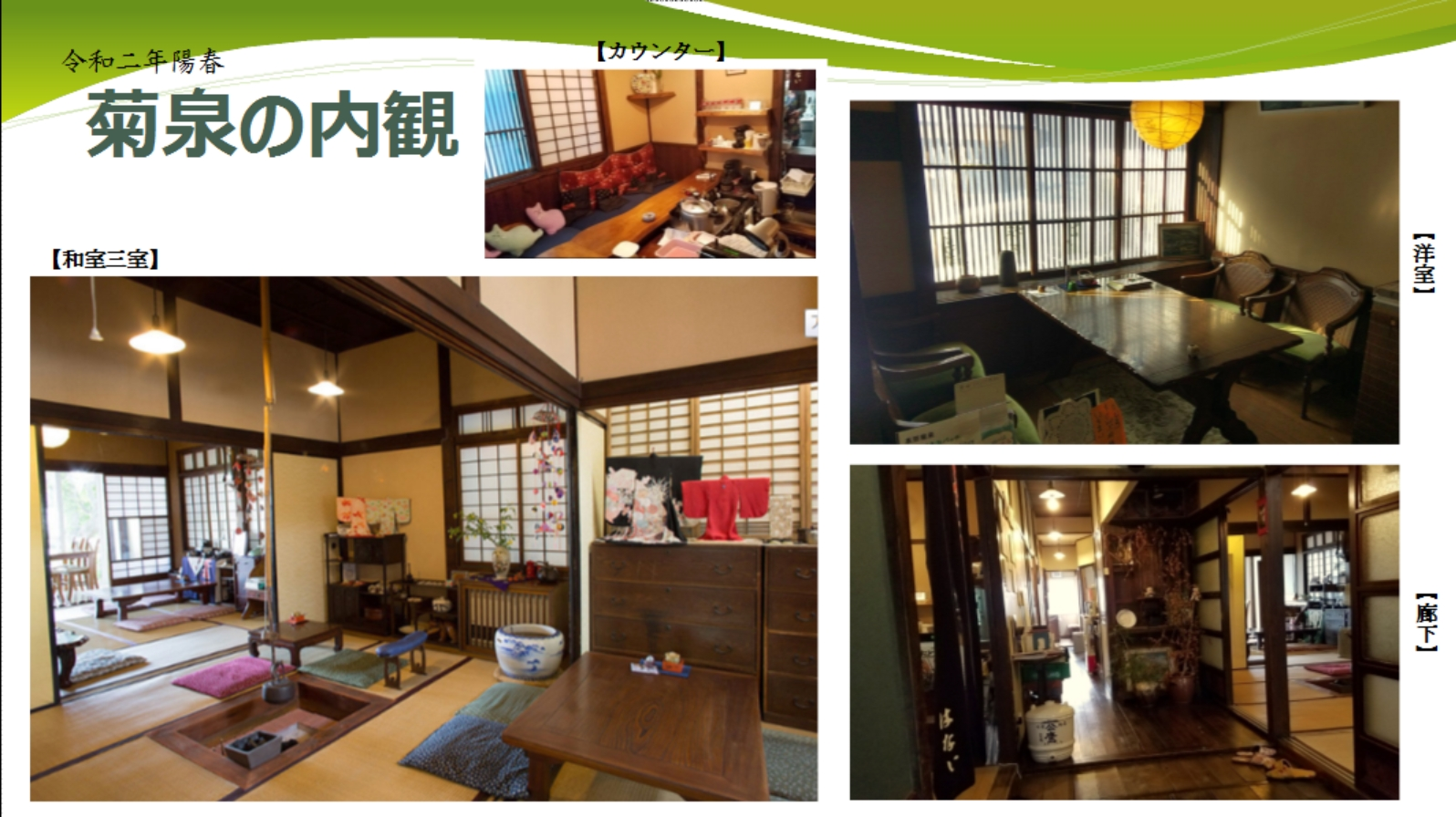

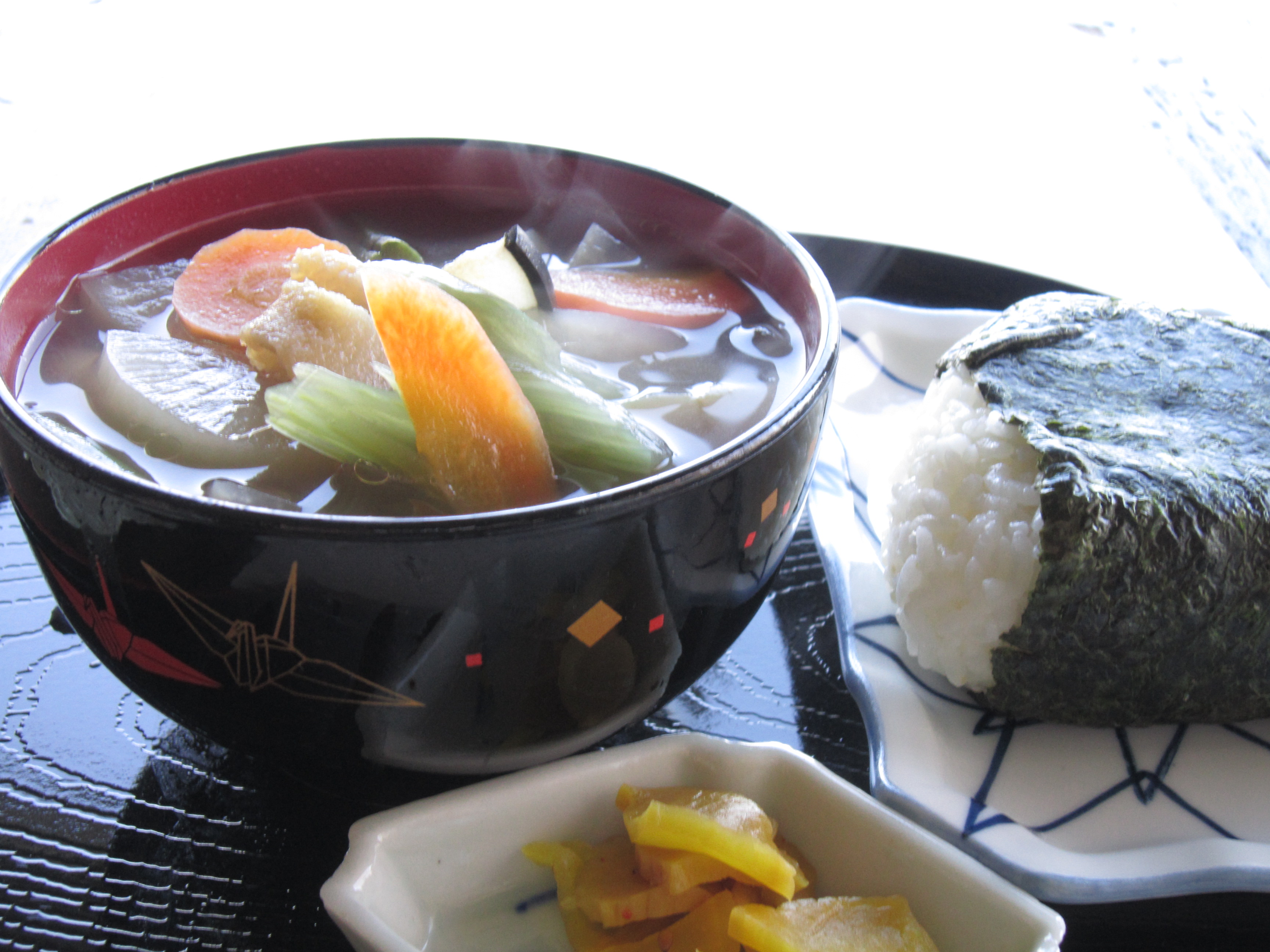
茶房菊泉的「鲸鱼炖汤与饭团套餐」

## 交通方式
- 乘坐函馆市电车 在末广町站下车步行5分钟
- 乘坐函馆公共汽车  在元町下车步行5分钟
- 乘坐函馆公共汽车  在空中缆车站下车步行5分钟
- 乘坐函馆帝产公共汽车  在WBF格兰德函馆大酒店 （页面存档备份，存于）前下车步行15分钟

## 注脚

### 出典
1. ↑   函館市伝統的建造物一覧 - 函館市（「保存計画番号35」を参照）
2. ↑  明治初年到大正初期间，是大阪府堺市中，以制造业第一名脱颖而出的造酒业，相继着日本造酒名地滩地方(なだ ちほう)之后，造酒业兴盛的地方。其中著名的日本铭酒有「金露」、「都菊」、「沢亀」、「东洋一」、「菊泉」等等。出典，堺意外史Vol18　大正時代までトップだった堺酒造業 - ホウユウ
3. ↑  桑高賢午・小野栄蔵（編）『富の函館』富の函館社、1912年、（リンクは国立国会図書館デジタルコレクション。該当箇所は画像の185コマ目）
4. 1 2  桑高賢午・小野栄蔵（編）『富の函館』富の函館社、1912年、pp.197 - 198（リンクは国立国会図書館デジタルコレクション。該当箇所は画像の155コマ目及び156コマ目）
5. 1 2  ”「旧菊泉本店別邸」、１２月で築１００年　ラブライブとコラボ企画も．函館新聞．(2021年12月24日)”. 2022年1月24日閲覧。
6. ↑  “鯨汁 北海道．農林水産省（うちの郷土料理）”. 2022年1月24日閲覧。
7. ↑  “茶房 菊泉．公式Facebookページ(メニュー)”. 2022年1月24日閲覧。
8. ↑   “HAKODATE LOCAL ESSENCE VOL.001．OnTrip JAL”. 2022年1月24日閲覧。
9. ↑  “茶房 菊泉．公式Facebookページ(2022年1月7日)”. 2022年1月24日閲覧。

## 外部连结
- OnTrip Jal （页面存档备份，存于）
- GoodDay HOKKAIDO
- 函館市公式観光情報 （页面存档备份，存于）